# Philaeus fallax
Philaeus fallax är en spindelart som först beskrevs av Lucas 1846.  Philaeus fallax ingår i släktet Philaeus och familjen hoppspindlar. Inga underarter finns listade i Catalogue of Life.